# Horta (Azory)
Horta – miasto i gmina na Azorach (region autonomiczny Portugalii), na wyspie Faial. Według danych spisowych na rok 2011 liczyła 2418 mieszkańców. Znajduje się w niej sławna pośród miłośników żeglarstwa Café Sport; prowadzona nieprzerwanie od 1918 roku tawerna, do której można przesyłać korespondencję pocztową, za pomocą której żeglarze komunikowali się dawniej z rodziną.

## Podział administracyjny
Gmina ta dzieli się na 13 sołectw (ludność wg stanu na 2011 r.)
- Horta (Matriz) - 2562 osoby
- Horta (Angústias) - 2418 osób
- Horta (Conceição) - 1138 osób
- Feteira (Horta) - 1899 osób
- Flamengos - 1604 osoby
- Castelo Branco - 1309 osób
- Cedros - 907 osób
- Praia do Almoxarife - 834 osoby
- Pedro Miguel - 759 osób
- Capelo - 486 osób
- Ribeirinha - 427 osób
- Salão - 401 osób
- Praia do Norte - 250 osób

## Współpraca
- Porto Alegre, Brazylia
- Fremont, Stany Zjednoczone